# Distrito de Domažlice
El distrito de Domažlice es uno de los siete distritos que forman la región de Pilsen, República Checa, con una población estimada a principio del año 2018 de 61 571 habitantes. Se encuentra ubicado al oeste del país, al oeste de Praga, cerca de la frontera con Alemania. Su capital es la ciudad de Domažlice.

## Localidades (población año 2018)
- Babylon 309
- Bělá nad Radbuzou 1739
- Blížejov 1496
- Brnířov 369
- Bukovec 112
- Čečovice 105
- Čermná 252
- Černovice 157
- Česká Kubice 971
- Chocomyšl 115
- Chodov 776
- Chodská Lhota 409
- Chrastavice 392
- Díly 384
- Domažlice 11 233
- Drahotín 196
- Draženov 430
- Hlohová 270
- Hlohovčice 170
- Holýšov 5036
- Hora Svatého Václava 70
- Horní Kamenice 247
- Horšovský Týn 4986
- Hostouň 1338
- Hradiště 164
- Hvožďany 35
- Kanice 204
- Kaničky 28
- Kdyně 5218
- Klenčí pod Čerchovem 1322
- Koloveč 977
- Kout na Šumavě 1132
- Křenovy 149
- Kvíčovice 391
- Libkov 115
- Loučim 124
- Luženičky 378
- Meclov 1169
- Mezholezy 219
- Milavče 609
- Mířkov 280
- Mnichov 208
- Močerady 60
- Mrákov 1139
- Mutěnín 261
- Nemanice 251
- Němčice 137
- Neuměř 150
- Nevolice 190
- Nová Ves 138
- Nový Kramolín 213
- Osvračín 609
- Otov 102
- Pařezov 181
- Pasečnice 209
- Pec 230
- Pelechy 79
- Poběžovice 1562
- Pocinovice 583
- Poděvousy 250
- Postřekov 1122
- Puclice 352
- Rybník 190
- Semněvice 206
- Spáňov 190
- Srbice 390
- Srby 458
- Staňkov 3338
- Štichov 80
- Stráž 225
- Tlumačov 435
- Trhanov 541
- Úboč 114
- Újezd 416
- Únějovice 114
- Úsilov 134
- Velký Malahov 247
- Vidice 163
- Vlkanov 133
- Všekary 109
- Všepadly 42
- Všeruby 790
- Zahořany 992
- Ždánov 153